# Schloss Ehrendorf
Schloss Ehrendorf ist der Nachfolgebau eines mittelalterlichen Ansitzes in der Katastralgemeinde Ehrendorf der Gemeinde Großdietmanns an der südwestlichen Stadtgrenze der niederösterreichischen Stadt Gmünd.

## Geschichte
Die 1408 erstmals urkundlich erwähnte kleinadelige Familie Arndorfer dürfte um die Wende des 14. zum 15. Jahrhundert an der Stelle des heutigen Schlösschens einen Ansitz errichtet haben, der erstmals 1427 urkundlich erwähnt wurde. Die kleine Herrschaft, die im Jahre 1576 dreizehn Untertanen zählte, blieb von 1461 bis 1623 im Besitz der Familie Rächwein, während das Schloss bereits 1619 knapp nach Beginn des Dreißigjährigen Krieges durch kaiserliche Truppen zerstört wurde. Dies lässt den Schluss zu, dass die Rächweins Anhänger des Horner Bundes waren.
Der mittelalterliche Bau wurde sehr bald wieder instand gesetzt und modernisiert. Ernst Freiherr von Kollonitsch, der Herr von Kirchberg am Walde, kaufte 1623 den Besitz, den seine Erben 1674 an Wenzel Sigmund Böhmb von Böhmstätten weiterveräußerten. Von diesem gelangte die Herrschaft über Ferdinand Gottlieb Freiherr von Volkra 1683 an Adam Anton Graf Grundemann, der sie seiner Herrschaft Engelstein anschloss, mit der sie bis 1913 verbunden blieb.
Nachdem der zum Schloss gehörende Meierhof bereits im 18. Jahrhundert veräußert worden war, wurden 1913 die zur Herrschaft gehörenden Grundstücke an mehrere Privatpersonen verkauft, sodass von der ursprünglichen Herrschaft nur noch das Schloss verblieb, das sich bis heute in Privatbesitz befindet.

## Baubeschreibung

### Außen
Das einfache zweigeschoßige Gebäude mit quadratischem Grundriss und vorgelagertem kleinen Garten liegt an der südwestlichen Stadtgrenze von Gmünd, am rechten Ufer der Lainsitz an der Straße nach Weitra, etwa 2,5 km vom Stadtzentrum entfernt. Dem Gebäude ist an der nördlichen Schmalseite ein runder Treppenturm mit spitzem Kegeldach vorgelagert.
Rustizierungen kennzeichnen die Sockelzonen der Fassaden mit jeweils drei Fensterachsen. Sowohl das Haupt– als auch das Attikageschoß sind durch Riesenpilaster und steingerahmte Rechteckfenster mit Keilsteinen gegliedert. An den Gebäudekanten sind Ortsteinrahmungen. Die Fassade des Turmes ist ähnlich gestaltet.